# Perrona
Perrona is een geslacht van weekdieren uit de klasse van de Gastropoda (slakken).

## Soorten
- Perrona aculeiformis (Lamarck, 1816)
- Perrona jessica Melvill, 1923
- Perrona micro Rolán, Ryall & Horro, 2008
- Perrona obesa (Reeve, 1842)
- Perrona perron (Gmelin, 1791)
- Perrona spirata (Lamarck, 1816)
- Perrona subspirata (Martens, 1902)